# ¡Basta Ya!
Organizacja ¡Basta Ya! (hiszp. Już dość!) – powołana w 1999 roku inicjatywa obywatelska skierowana przeciw terroryzmowi i przemocy politycznej ugrupowania ETA w Kraju Basków w Hiszpanii. Jej członkowie wywodzili się ze m.in. ze środowisk intelektualistów, aktywistów na rzecz praw człowieka i związkowców. Do założycieli należeli m.in. Fernando Savater i Maite Pagazaurtundua. Organizacja zaangażowana była w pomoc dla ofiar terroryzmu i przemocy oraz w obronę rządów prawa, hiszpańskiej konstytucji i autonomii Kraju Basków.
Organizacja osiągnęła najwyższe poparcie w latach 1999 i 2000, po serii mordów, zastraszeń, szantażów i zamachów wobec tysięcy obywateli Hiszpanii i Kraju Basków, za którymi stała ETA. ¡Basta Ya! w 2000 r. zorganizowała dwie wielotysięczne demonstracje na ulicach San Sebastián, mające wymusić podjęcie odpowiednich działań przez władze kraju Basków w celu zwalczenia terroryzmu.
W 2007 roku kilku przywódców organizacji, w tym jej rzecznik, Fernando Savater, powołało do życia partię Unión Progreso y Democracia, wspierającą jedności Hiszpanii. Po zaprzestaniu działań zbrojnych przez ETA w 2011 oraz jej całkowitym rozwiązaniu w 2018, organizacja zmieniła charakter.
W 2000 roku organizacja została odznaczona przez Parlament Europejski Nagrodą im. Sacharowa za wolność myśli. Doceniono jej aktywne propagowanie praw człowieka, demokracji i tolerancji w Kraju Basków, tym samym przyznając, że terroryzm w Kraju Basków jest problemem całej Europy, nie tylko Hiszpanii.